# 1992 في الجزائر
فيما يلي قوائم الأحداث التي وقعت خلال عام 1992 في الجزائر.

## سياسة

### تعيين في المنصب
- 2 يوليو – علي كافي رئيس الجزائر.

### انتهاء فترة المنصب
- 11 يناير – الشاذلي بن جديد رئيس الجزائر.

## مواليد

### يناير
- 12 يناير – إسحاق بلفضيل لاعب كرة قدم فرنسي.
- 15 يناير – مختار بلخيتر لاعب كرة قدم جزائري.

### فبراير
- 25 فبراير – زاهية ديهار

### مارس
- 14 مارس – يوسف بلايلي لاعب كرة قدم جزائري.

### أبريل
- 2 أبريل – عبد القادر بدران

### يونيو
- 25 يونيو – منال يعقوبي لاعبة كرة طائرة جزائرية.

### يوليو
- 15 يوليو – كهينة مسعودان لاعبة كرة طائرة جزائرية.

### أغسطس
- 9 أغسطس – سفيان بن دبكة لاعب كرة قدم جزائري.

## وفيات

### فبراير
- 6 فبراير – عبد الرحمان عزيز (مواليد 1920) مغني جزائري.

### يونيو
- 29 يونيو – محمد بوضياف (مواليد 1919) سياسي جزائري.

### يوليو
- 28 يوليو – أعمر أوعمران (مواليد 1919) مناضل ومجاهد ثوري جزائري.

### أغسطس
- 27 أغسطس – مولود قاسم نايت بلقاسم (مواليد 1927)

### أكتوبر
- 4 أكتوبر – محمد بن عزيزة (مواليد 1959)
- 28 أكتوبر – شارل بلا (مواليد 1914) مستشرق فرنسي، عني خصوصاً بالجاحظ.